# Slovio
Slovio je umetni sporazumevalni jezik, ki ga je ustvaril slovaško-švicarski ljubiteljski jezikoslovec Mark Hučko. Namen jezika Slovio je olajšati sporazumevanju med govorci slovanskih jezikov. Slovnica Slovia je podobna slovnici esperanta, besedni zaklad pa zajema iz najbolj pogostih skupnih slovanskih besed. Po trditvi Hučka lahko Slovio razume več kot 400 milijonov ljudi brez učenja. Ime izhaja iz praslovanske besede slovo, ki pomeni beseda. Do novembra 2004 je bilo v besednjak Slovio izbranih preko 44.000 besed.
Največja težava pri sporazumevanju govorcev različnih slovanskih jezikov je različnost manjšega dela besed (pri splošnem sporazumevanju manj od petine besed). Poenoteni Slovio slovar in poenostavljena slovnica naj bi nadomestila sedanje možnosti, ki sta: uporaba angleščine, ki je svetovna lingua franca ali prilagajanje na vse slovanske jezike, s katerimi se pride v stik. Kljub temu je projekt nedejaven od leta 2011.

## Abeceda
Slovio uporablja zahodno latinico. Šumnike označuje z dvoznaki:
Možno je neposredno prečrkovanje v cirilico in latinico z znaki za šumnike.
Glasovna vrednost znakov je:
- cx - slovenski č
- gx - slovensko dž v Madžarska ali mehkeje, kot južnoslovanski đ
- sx - slovenski š
- wx - okrajšava za sxcx oziroma šč
- zx - slovenski ž
- h - bodisi navaden slovenski h ali bolj aspiriran češki ch, kot v češkem chleb ali pri ruski izgovorjavi Okhotsk, oziroma v Bach.

Nekaj znakov je neobveznih:
- hh - izrecno označuje aspirirano izgovorjavo h-ja kot zgoraj
- q - kot mehčalni znak, nq bi bilo enako nj
- x - okrajšava za ks, v taxi ali taksi

Uporaba samo zahodne latinice olajšuje pisanje na neprilagojenih računalnikih.

## Vzorčna besedila v Sloviu
Latinski nabor znakov:
Slovio es novju mezxunarodju jazika ktor razumijut cxtirsto milion ludis na celoju zemla. Ucxijte Slovio tper!
Cirilski nabor znakov
Словио ес новйу межународйу йазика ктор разумийут чтирсто милион лудис на целойу земла. Учийте Словио тпер!

### Turistični utrinek
PLODJU PRODALNA
- Skolk plodis vi hce?
+ Ja hce din kilo plodis.
- Ktor plodis vi hce?
+ Ja hce ta cxervenju plodis pri ta zxoltju plodis.
- Ktor plodis? Prosim pokazajte me!
+ Tamktor! Tamgde! Esxte troh pravuo!
- Tutktor?
+ Da, tamktor!
- Kolk?
+ Ja hce din kilo ta plodis. Sxto es imen ta plodis?
- To es jabloko.
+ Sxto es imen ta cxervenju ovocx?
- To es morkva.
+ Sxto es imen ta malju zelenju ovocx?
- To es goroh.
+ Sxto es imen tut plod?
- To es oranzx. Li vi hce kupit troh?
+ Da. Prodajte me cxtir oranzxis, prosim.